# Osztrák őrgrófság
Az Osztrák őrgrófság (németül Ostmark, latinul Marcha orientalis) a Német-római Birodalom határtartománya volt a Bajor Hercegség határtartományaként, a mai Kelet-Ausztriában. Elődje a Frank Birodalomban a magyar honfoglalás előtt a pannoniai őrgrófság volt. Német elnevezése (Ostmark) szó szerinti jelentése keleti őrgrófság volt. Ebből nőtt ki évszázadok alatt a Habsburg Birodalom, majd létrejött a mai Ausztria néhány szomszédos hercegséggel egyesülve. 996-ban III. Ottó német-római császár oklevele említi először Ostarrichi, azaz Österreich néven. 1156-ban a császár hercegség rangjára emelte és függetlenítette Bajorországtól. 

## Története

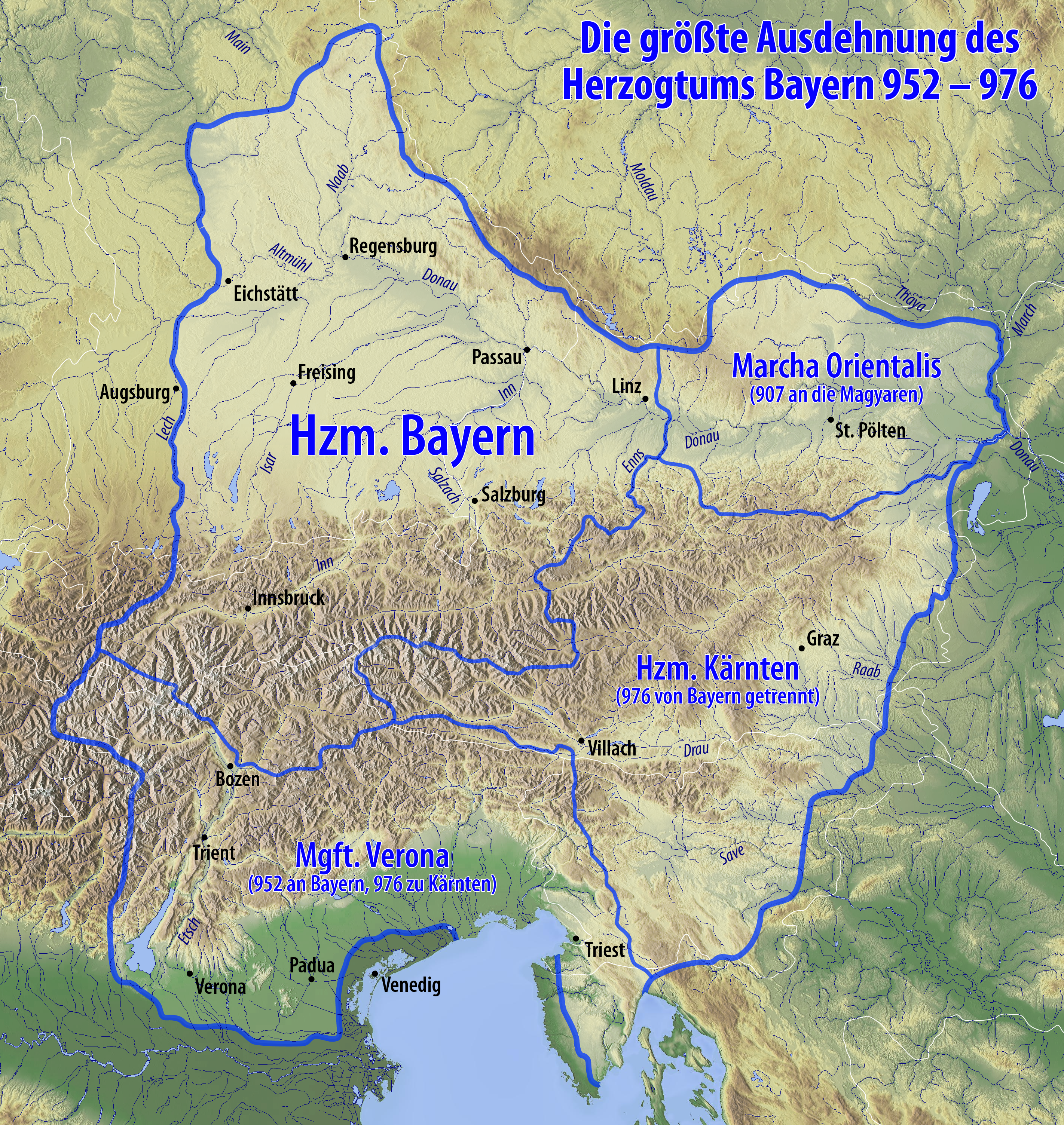
A Bajor Hercegség és az Osztrák Őrgrófság a 10. század második felében

### Előzmények
A frank király megbízásából Graman és Ottokár gróf 788-ban Ybbs mezejénél legyőzték az avarokat és visszaszorították őket a Kampig, illetve a Bécsi-erdőig. I. Károly frank császár a 791-796 között, majd 803-ban - Krum bolgár kánnal szövetségben - hadjáratokat vezetett a Frank Birodalom keleti határait veszélyeztető avarok ellen. Az elfoglalt avar területeken két őrgrófságot alapított: északkeleten Ostmarkot, délen Karantaniát. A Nagy Károly halála utáni örökösödési vitákat lezáró, a Frank Birodalmat három részre osztó 843. évi verduni szerződésben Ostmark Bajorországgal együtt az immár keleti-frank királyként elismert Német Lajos birtokába került.
A honfoglaló magyarok a 907. évi pozsonyi csata után végleg elfoglalták Pannóniát és uralmukat kiterjesztették a mai Morvaország, Stájerország egy részére, valamint Alsó-Ausztriára. A magyar gyepű határa az Ennsnél volt, ahogy az avaroké is a 8. század végén. Ezzel a magyarok teljesen felszámolták a régi pannoniai őrgrófságot. 955, az augsburgi csata után megindult a bajor telepesek beáramlása az Enns és a Lajta közötti területre.

### Az őrgrófság megújítása
976-ban II. Ottó császár felújította az őrgrófságot, mint a Bajor Hercegség részét és a Babenbergeknek adta, akik 1246-ig uralkodtak itt. I. Henrik őrgróf idején Melk volt a tartomány központja. Keleti határai II. Konrád és III. Henrik magyarországi hadjáratai révén rögzültek a Lajtánál. Ekkor épült meg Hainburg vára a Porta Hungaricának nevezett helyen. 
III. Lipót székhelyét Tullnból ill. Gars am Kampból Klosterneuburgba helyezte. 
II. (Jasomirgott) Henrik 1141-ben székhelyét Klosterneuburgból Bécsbe helyezte. Barbarossa Frigyes 1156. szeptember 8-án Henrik őrgrófot hercegi rangra emelte annak fejében, hogy Henriknek le kellett mondania Bajorországról. Hercegi jogait a szeptember 17-én kiadott Privilegium minus tartalmazta.  Ezzel létrejött a Bajor Hercegségtől független Osztrák Hercegség.

### Harc a Babenberg örökségért
II. (Harcias) Frigyes osztrák herceg a tatárjárás után a német-római császár támogatásával megpróbálta kihasználni IV. Béla magyar király nehéz helyzetét és megtámadta Magyarországot. 1246-ban a Lajta folyó menti vagy bécsújhelyi csatában győzött az osztrák sereg a magyarok ellen, ugyanakkor maga Frigyes elesett és ezzel kihalt a Babenberg-ház, melynek örökségéért csaknem fél évszázados harc kezdődött egyrészt Ottokár morva őrgróf, majd cseh király és IV. Béla majd az őt követő magyar királyok, valamint az 1273-ban Habsburg Rudolf között. Kezdetben Ottokárnak kedveztek a körülmények, 1251-ben elfoglalta Alsó-Ausztriát és Bécset és Ausztria hercegévé választották. A következő két évtizedben Ottokár vált a Német-Római Birodalom legerősebb hercegévé, birtokai Sziléziától az Isztriáig terjedtek. Ennek tudható be, hogy nem ismerte el I. Rudolfot német királynak, mire 1274-ben a regensburgi birodalmi gyűlésen megfosztották Ottokárt Ausztriára, Stájerországra és Karintiára vonatkozó jogaitól. A két fél harcát végül IV. (Kun) László magyar királynak I. Rudolf mellé állása döntötte el. 1278-ban a dürnkruti csatában (más néven: második morvamezei csatában
Ottokár döntő vereséget szenvedett I. Rudolf és a magyarok egyesült seregeitől és a csatában ő maga is elesett. A magyarok között ekkor már jelentős haderőt képviselt a IV. Béla által a tatárjárás után letelepített kunokból szervezett lovasság. Ettől kezdve Ostmark Habsburg birtok lett egészen 1918-ig.